# Tödlicher Salut
Tödlicher Salut (Originaltitel: Crossplot) ist ein britischer Thriller aus dem Jahr 1969 bei dem Alvin Rakoff Regie führte. Die Hauptrollen spielten Roger Moore, Martha Hyer und Alexis Kanner.

## Handlung
Der Werbefachmann Gary Fenn genießt ein sorgenloses Leben im London der 1960er Jahre. Er ist allseits beliebt und hat eine Schwäche für  weibliche Wesen. Zurzeit arbeitet er an einer neuen Kampagne mit dem ungarischen Top-Model Marla. Wie sich herausstellt, hat sie zufällig die Planung eines politischen Attentates belauscht und wird deshalb verfolgt, mit dem Ziel sie zu töten. Der verdutzte Gary weiß nicht richtig, was mit ihm passiert, als er sowohl von Verbrechern als auch von der Polizei gejagt wird, die versucht ihm ein Verbrechen anzuhängen.

## Hintergrund
- Während dieser Zeit spielte Bernard Lee bereits M, den Chef von James Bond, den Roger Moore ab 1973 verkörperte.
- Der Film hatte ungefähr ein Budget von einer Million US-Dollar.

## Kritiken
„Umständlicher Serien-Krimi mit den üblichen Klischees, dessen dürftige Story gewaltsam auf Spielfilmlänge gezogen wurde.“

„Ein kerniger Einzelkämpfer zwischen attraktiven Mädchen: Roger Moore konnte hier schon mal für seinen James-Bond-Part üben  mehr kam dabei nicht raus. Als 007 nur für die erste Ziffer gut genug war.“

„Englische Kriminalkomödie, die trotz eines verfehlten Spannungsbogens gefällige Unterhaltung präsentiert. Ab 16 Jahren gut geeignet.“

## Synchronisation
| Rolle                | Darsteller     | Synchronsprecher |
| -------------------- | -------------- | ---------------- |
| Gary Fenn            | Roger Moore    | Uwe Friedrichsen |
| Jo Grinling          | Martha Hyer    | Renate Küster    |
| Tarquin              | Alexis Kanner  | ?                |
| Marla Kugash         | Claudie Lange  | Helga Trümper    |
| Sir Charles Moberley | Derek Francis  | Erich Fiedler    |
| Maggi Thwaites       | Ursula Howells | ?                |
| Mr. Chilmore         | Bernard Lee    | Konrad Wagner    |